# Ruth Lake Park
Ruth Lake Park är en park i Kanada.   Den ligger i provinsen British Columbia, i den centrala delen av landet, 3 400 km väster om huvudstaden Ottawa. Ruth Lake Park ligger 894 meter över havet. Den ligger vid sjön Ruth Lake.
Terrängen runt Ruth Lake Park är lite kuperad. Trakten runt Ruth Lake Park är nära nog obefolkad, med mindre än två invånare per kvadratkilometer.. Det finns inga samhällen i närheten. 
I omgivningarna runt Ruth Lake Park växer i huvudsak barrskog.